# Ginny Duenkel
Virginia Ruth (Ginny) Duenkel (Orange (New Jersey), 7 maart 1947) is een Amerikaans zwemster.

## Biografie
Duenkel won tijdens de Olympische Zomerspelen van 1964 de gouden medaille op de 400m vrije slag. In de finale van de 100m rugslag scherpte Cathy Ferguson het wereldrecord van Duenkel aan met zes tienden, Duenkel eindigde uiteindelijk als derde op drie tienden van het goud.

## Internationale toernooien
| Jaar | Olympische Spelen              | Pan-Amerikaanse Spelen |
| ---- | ------------------------------ | ---------------------- |
| 1963 |                                | 4x100m wisselslag      |
| 1964 | 400m vrije slag · 100m rugslag |                        |

1924: Martha Norelius ·
1928: Martha Norelius ·
1932: Helene Madison ·
1936: Rie Mastenbroek ·
1948: Ann Curtis ·
1952: Valéria Gyenge ·
1956: Lorraine Crapp ·
1960: Chris von Saltza ·
1964: Ginny Duenkel ·
1968: Debbie Meyer ·
1972: Shane Gould ·
1976: Petra Thümer ·
1980: Ines Diers ·
1984: Tiffany Cohen ·
1988: Janet Evans ·
1992: Dagmar Hase ·
1996: Michelle Smith ·
2000: Brooke Bennett ·
2004: Laure Manaudou ·
2008: Rebecca Adlington ·
2012: Camille Muffat ·
2016: Katie Ledecky ·
2020: Ariarne Titmus ·
2024: Ariarne Titmus